# Liezi
Liezi, czyli Mistrz Lie (typowa starochińska maniera nazywania dzieła nazwiskiem autora) – taoistyczny traktat filozoficzny, spisany na przełomie III i IV wieku.

## Tekst
Jako datę spisania tekstu przyjmuje się przełom III i IV wieku. Większość zawartych przypowieści pochodzi z Okresu Walczących Królestw oraz Okresu Wiosen i Jesieni.
Księga jest zbiorem 143 przypowieści, pogrupowanych w osiem rozdziałów:
- 天瑞 (Tian Rui) – Błogosławieństwo Niebios
- 黃帝 (Huang Di) – Żółty Cesarz
- 周穆王 (Zhou Mu Wang) – Król Mu z Zhou
- 仲尼 (Zhong Ni) – Konfucjusz
- 湯問 (Tang Wen) – Pytania Tanga
- 力命 (Li Ming) – Siła i los
- 楊朱 (Yang Zhu) – Yang Zhu
- 說符 (Shuo Fu) – Sentencje ofiarowane przez Niebiosa

W VIII wieku, za panowania cesarza Xuanzonga, Liezi została uznana, obok Daodejing i Zhuangzi, za jeden z trzech taoistycznych tekstów kanonicznych. Nadano jej wówczas honorowy tytuł Prawdziwa Księga Pustki (Chongxu zhenjing, 沖虛真經). 
Jako bodajże jedyny z klasycznych tekstów filozoficznych nie doczekała się przypisów i komentarzy późniejszych filozofów.

## Autorstwo
Domniemany autor, Liezi (czyli Mistrz Lie), miał nazywać się Lie Yukou i żyć w VI wieku p.n.e. w księstwie Zheng. Historyczność tej postaci jest jednak wątpliwa, na co wskazuje układ tekstu - treść wielu przypowieści nie odpowiada rozdziałom w których zostały umieszczone, zaś ostatni rozdział różni się stylem od pozostałych i nie zawiera treści taoistycznych, co wskazuje na jego późniejsze dodanie do pierwotnego tekstu.

## Tłumaczenia
Liezi na język polski przełożył częściowo (76 ze 143 przypowieści) w 2006 roku Marcin Jacoby.